# New York City Police Department
El New York City Police Department (NYPD, que es pot traduir per «Departament de policia de la ciutat de Nova York») és el servei més gran de policia dels Estats Units. Fundat el 1845, s'encarrega de l'aplicació i del respecte de la llei, així com de la lluita contra la  criminalitat, en el conjunt dels cinc boroughs de la ciutat de New York. Disposava de més de 37000 agents el 2007.
És considerat com el primer departament de policia moderna dels Estats Units; en el moment de la seva creació al segle xix, el NYPD va prendre com a model el Metropolitan Police Service.
El NYPD té com a divisa: cortesia, professionalisme, respecte, que porten inscrit els cotxes de policia.

## Història

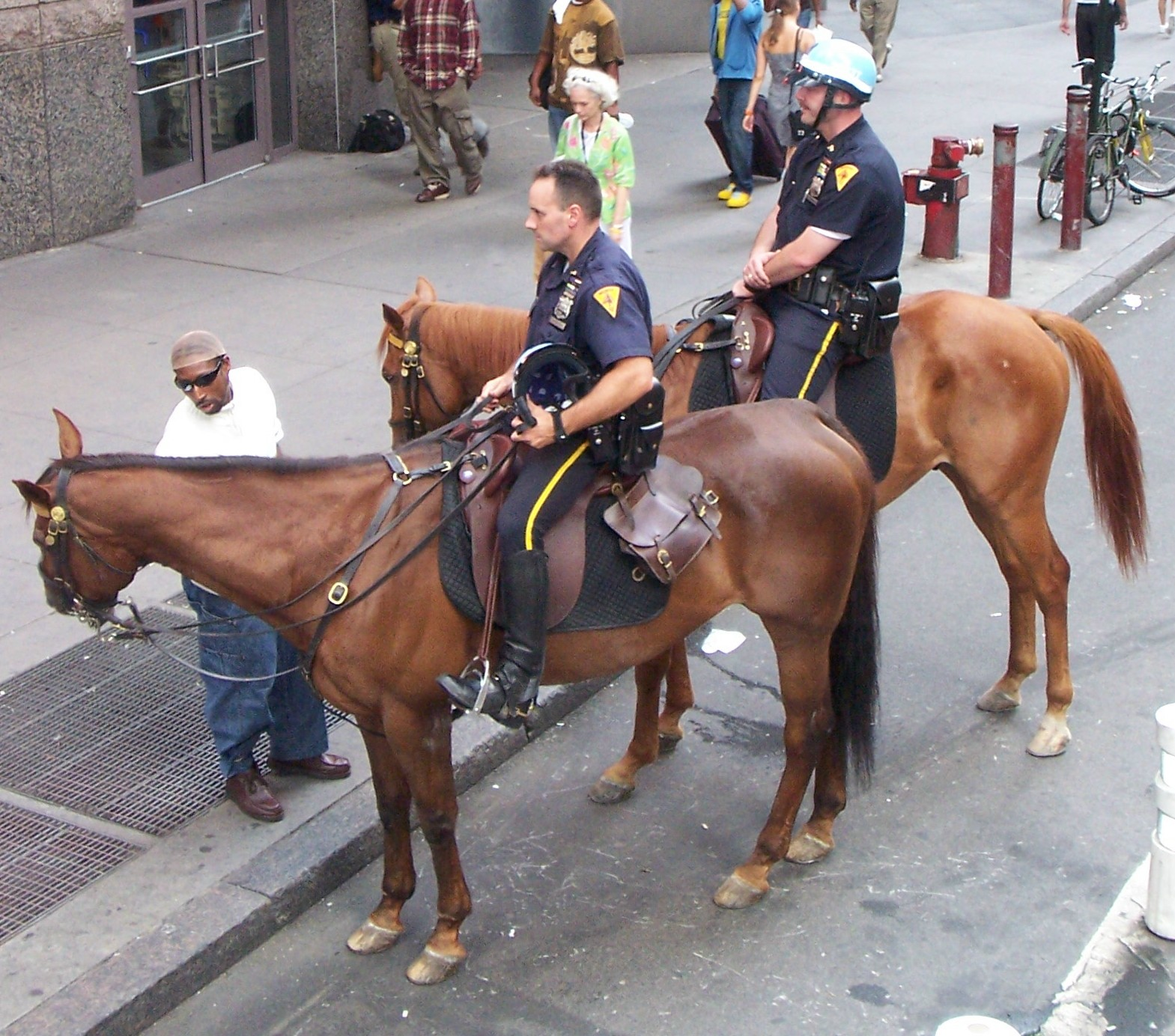
Policies a cavall.

En el transcurs dels anys 1990, gràcies a l'acció del NYPD, la criminalitat ha disminuït fortament al si de la ciutat de New York (Entre 1993 i 1998, el nombre d'homicidis anuals s'ha dividit per més de tres).
En el transcurs del mandat de Rudolph Giuliani (1 de gener de 1994 - 31 de desembre de 2001), la política del NYPD ha estat la de la «tolerància zero».
D'ençà els atemptats de l'11 de setembre de 2001, el NYPD ha creat una unitat de contraterrorisme que desplega agents a Austràlia, a Jordània, etc. La unitat agafa els seus agents al si de la població de New York, que compta més de 8 milions d'habitants de diversos orígens ètnics.
Després dels atemptats, el NYPD es beneficia d'una simpatia important al si de la població americana, sent considerats els seus membres com a «herois» (bravest).
El quarter general del New York City Police Department es troba a Grand Street en el Lower East Side de Manhattan.